# Темницький Омелян Миколайович
Темницький Омелян Миколайович (25.09.1881–14.08.1918) — український громадсько-політичний діяч родом з Гусятинщини (Галичина), син о. Миколи, брат Володимира-Луки Темницьких. Діяч Української Соціал-Демократичної Партії. У 1915 році вивезений російськими окупантами на Сибір. У 1917 році повернувся в Україну і діяв в Одесі (голова організації УСДРП, редактор щоденника «Вістник Одеси», комісар фінансів та товариш гол. міської ради).